# Armin Purner
Armin Purner  ist ein ehemaliger österreichischer Radrennfahrer.
1991 wurde Armin Purner Österreichischer Staatsmeister im Straßenrennen. 1988 hatte er schon in beiden Rennen den dritten Platz belegt. 1991 gewann er zudem eine Etappe der Österreich-Rundfahrt.